# Ростислав Ярославич (князь муромский)
Ростислав Ярославич (ум. 1153
) — князь пронский, рязанский и муромский.

## Биография
В 1127 году Всеволод Ольгович выгнал Ярослава Святославича, своего дядю, из Чернигова, а дружину его посёк и ограбил. Ярослав запросил помощи у князя киевского Мстислава Владимировича, который, объединившись с братом Ярополком Переяславским, пошёл на Всеволода, требуя, чтобы тот вернул Чернигов Ярославу.
Но затем Мстислав помирился со Всеволодом, а Ярослава отослал в Муром, так и не вернув ему вотчину, где Ярослав через два года скончался.
Ростислав после смерти отца в 1129 году владел Рязанью совместно с братом Святославом.
Святослав княжил в Рязани, а Ростислав в Пронске.
После смерти старшего брата Юрия в 1143 году и перехода Святослава из Рязани в Муром, Ростислав занял Рязанский престол. А ещё через 2 года после смерти среднего брата Святослава в 1145 году занял уже муромский престол, а в Рязани оставил наместником сына Глеба, нарушив тем самым вотчинные права своих племянников Святославичей.
В период 1146 — 1151 годов Ростислав выступал союзником Изяслава Мстиславича Волынского, Владимира и Изяслава Давыдовичей Черниговских в борьбе против Юрия Владимировича Ростовского и Святослава Ольговича Новгород-Северского. Когда Изяслав Мстиславич занял Киев и выступил против Святослава Ольговича, Юрий Долгорукий предпринял поход на помощь Святославу. Тогда Изяслав попросил Ростислава совершить набег на суздальские волости, и Юрию пришлось вернуться с дороги. Изяславу удалось изгнать Святослава из Северщины, но в том же 1146 году суздальские княжичи Ростислав и Андрей Юрьевичи осадили Рязань. В результате Ростиславу Ярославичу вместе с сыном Глебом пришлось бежать к половцам, и только тогда рязанское княжение заняли его племянники: Давыд Святославич (а совсем вскоре, после его смерти — Игорь Святославич), муромское — Владимир Святославич. Но уже в 1149 году Ростиславу удалось вернуть Муром, а в 1151 году — и Рязань.
В 1152 году, услыхав о разорении своего Городка, Юрий Долгорукий послал за помощью к рязанским князьям; Ростислав явился на его призыв с полками муромскими и рязанскими. Поход закончился неудачной осадой Чернигова.
В 1153 году Ростислав основал г. Ростиславль на р. Оке.
В том же 1153 году Рязань захватил Андрей Боголюбский, но был изгнан Ростиславом с половецкой помощью. Это событие Соловьёв С. М. датирует 1154 годом, а Иловайский Д. И. отодвигает смерть Ростислава до 1155 года, считая последним летописным известием о нём известие Ипатьевской летописи о крестоцеловании рязанских князей Ростиславу, в то время как известие относится к занявшему в то время киевский великокняжеский престол смоленскому князю Ростиславу Мстиславичу.

## Семья
Отец: Ярослав Святославич (1070-е—1129) — князь муромский (1097—1129) и черниговский (1123—1127).
Братья:
- Юрий (Феодор) (умер 1143) — князь муромский (1129—1143).
- Святослав (умер 1145) — князь рязанский (1129—1143) и муромский (1143—1145).

Дети:
- Андрей (Георгий) (умер после 1147) — первый удельный князь елецкий.
- Глеб (умер 1178) — князь рязанский (1145—1177 с перерывами).
- Юрий